# Clan (televisiezender)
Clan (voorheen: TVE Clan) is een Spaanse publieke zender die onderdeel is van Televisión Española (TVE). De zender begon met uitzenden op 12 december 2005. Naast kinderprogramma's zijn er op het kanaal ook jongerenseries te zien (in de avond), en 's morgens worden programma's van andere zenders van TVE herhaald.

## Geschiedenis
Clan begint met uitzenden op 12 december 2005. In het begin moet de zender worden gedeeld met TVE 50, maar als deze zender verdwijnt op 1 januari 2007, wordt Clan het eerste volwaardige Spaanse kinderkanaal dat vrij te ontvangen is. Tegenwoordig is Clan het meest bekeken themakanaal het land. De kinder- en jeugdprogramma's van Clan genieten een grote waardering van ouders, dit met name vanwege de educatieve en creatieve inhoud. De serie heeft een aantal belangrijke prijzen ontvangen voor zijn inhoud en producties.
In 2012 is door de regering van de Partido Popular als bezuinigingsmaatregel begonnen met het ontmantelen van de zender op aanbeveling van het ideologisch instituut FAES van de partij. Een andere aanbeveling van het instituut, het weer toestaan van het uitzenden van stierenvechten op tijden dat kinderen televisie kijken, wat voorheen verboden was, wordt ook door de regering opgevolgd. Tegen deze ontwikkelingen is in beroep gegaan bij de ombudsman.

## Programma's
Clan maakt veel programma's zelf of werkt hier aan mee. Een goed voorbeeld van die programma's is Pocoyó. De personages, het script, het geluid en ontwerp van deze serie zijn speciaal ontwikkeld door pedagogen van Harvard, met als doel kinderen in de leeftijd 4-5 te ontwikkelen. In de serie worden belangrijke waarden gepromoot, zoals vriendschap en samenwerking, maar ook gevoelens, eerlijkheid, tolerantie en respect. Ook wordt een begin gemaakt met het aanleren van het Engels. Voor de productie van de serie is samengewerkt met UNICEF. Pocoyó is bekroond met een BAFTA-award en op het Festival International du Film d'Animation d'Annecy.
Een ander voorbeeld is het programma Los Lunnis waarin gebruik wordt gemaakt van poppen. In de serie worden ook sociale waarden en vaardigheden gepromoot, zoals vriendschap, kameraadschap en solidariteit. Daarnaast wordt een begin gemaakt met het aanleren van Engels, verkeersveiligheid en zelfs filosofie. Het programma is goed ontvangen door het jeugdige publiek, maar ook bij ouders en onderwijzers. De serie heeft een Emmy Award voor beste Europese kinderserie gewonnen.
Door (onder andere) deze programma's wordt deze zender in Spanje door ouders en onderwijzers meer dan zijn concurrentie gewaardeerd om zijn pedagogische waarde. Regelmatig wordt de zender zelfs gebruikt in het basisonderwijs.